# Torneo de Palermo 2020
El Palermo Ladies Open 2020 fue un torneo profesional de tenis jugado en canchas de arcilla. Fue la trigésima primera edición del torneo y formó parte del WTA Tour 2020. Se llevó a cabo en Palermo (Italia) entre el 3 y el 9 de agosto de 2020. Fue es el primer torneo del WTA Tour 2020 que se jugó después de la suspensión debido a la pandemia de COVID-19.

## Distribución de puntos
| Modalidad           | Campeona | Finalista | Semifinales | Cuartos de final | 2.ª ronda | 1.ª ronda | Clasificadas | 2.ª ronda de clasificación | 1.ª ronda de clasificación |
| Individual femenino | 280      | 180       | 110         | 60               | 30        | 1         | 18           | 12                         | 1                          |
| Dobles femenino     | 280      | 180       | 110         | 60               | 1         | -         | -            | -                          | -                          |

## Cabezas de serie

### Individuales femenino
| Tenista               | Ranking | Preclasificada |
| Petra Martić          | 15      | 1              |
| Markéta Vondroušová   | 18      | 2              |
| María Sákkari         | 20      | 3              |
| Anett Kontaveit       | 22      | 4              |
| Elise Mertens         | 23      | 5              |
| Donna Vekić           | 24      | 6              |
| Dayana Yastremska     | 25      | 7              |
| Ekaterina Alexandrova | 27      | 8              |

- Ranking del 27 de julio de 2020.

### Dobles femenino
| Tenista                              | Ranking | Preclasificada |
| Georgina García Pérez Sara Sorribes  | 117     | 1              |
| Ioana Raluca Olaru Dayana Yastremska | 140     | 2              |
| Laura Siegemund Yanina Wickmayer     | 158     | 3              |
| Bibiane Schoofs Rosalie van der Hoek | 215     | 4              |

## Campeonas

### Individual femenino
Fiona Ferro venció a  Anett Kontaveit por 6-2, 7-5

### Dobles femenino
Arantxa Rus /  Tamara Zidanšek vencieron a  Elisabetta Cocciaretto /  Martina Trevisan por 7-5, 7-5